# Перлингтон (Мисисипи)
Перлингтон (енгл. Pearlington) насељено је место без административног статуса у америчкој савезној држави Мисисипи.

## Демографија
По попису из 2010. године број становника је 1.332, што је 352 (-20,9%) становника мање него 2000. године.
| Група             | 2000.         | 2010.       |
| Белци             | 1.286 (76,4%) | 958 (71,9%) |
| Афроамериканци    | 344 (20,4%)   | 313 (23,5%) |
| Азијати           | 2 (0,1%)      | 4 (0,3%)    |
| Хиспаноамериканци | 23 (1,4%)     | 18 (1,4%)   |
| Укупно            | 1.684         | 1.332       |